# Antti Partanen
Antti Partanen (Kuopio, 23 février 1879 - États-Unis, 16 mai 1948) est un relieur et homme politique finlandais.

## Biographie
A l'issue de l'école publique, Antti Partanen travaille comme relieur en 1902.
Antti Partanan est un homme politique finlandais qui a été député du SDP en 1907-1910. Plus tard, Partanen a exercé une influence aux États-Unis, où il est devenu l'un des initiateurs du mouvement coopératif américano-finlandais.